# 새뮤얼 W. 처벅
새뮤얼 W. 처벅(Samuel W. Chubbuck, 19세기 출생)는 미국의 정치인이자, 제7대 네바다 부지사를 역임하였다. 1889년까지는 스토리 카운티에서 거주를 하였다.

## 경력
- 1889.09 ~ 1889.11 제7대 네바다 부지사